# Речевая стратегия
Речевая стратегия ― совокупность запланированных участником коммуникации речевых ходов, направленных на достижение своей цели.
Кроме этого термина, применяется также термин речевая тактика, который определяется как отдельный речевой ход в рамках стратегии.

## Определение термина
С позиций прагмалингвистического подхода, речевая стратегия определяется как совокупность речевых действий, цепочка решений говорящего, его выборов определенных коммуникативных действий и языковых средств
Представлены такие определения как осознание ситуации в целом, определение направления развития и организация воздействия в интересах достижения цели общения, и другие.
Речевая стратегия является способом достижения тех или иных коммуникативных целей в интересах говорящего, различный взгляд на предмет определяется в связи с его применимостью. Его описывают как сверхзадачу речи, диктуемая практическими целями говорящего

## Цели речевой стратегии
Среди целей речевой стратегии могут быть такие:
- завоевание авторитета, желание произвести впечатление, понравиться;
- передать новые знания (обучение, применяют учителя);
- изменение мировоззрения собеседника (вербовка, склонение к предательству);
- создание хорошего настроения (развлекательные мероприятия, применяют ведущие, тамада);
- запугивание, лишение собеседника способности сопротивляться (шантаж или получение показаний, применяют преступники и полицейские);
- выведение из психологического равновесия (социопатический приём пранкеров);
- предостережение от опрометчивого поступка и т.п.

Типологиями речевых стратегий могут быть информирование (дать оценку положению вещей), убеждение (апелляция к разуму), внушение (использование чувств), побуждение(мотивация собеседника).

## Частные примеры
Различные ходы стратегии характеризуются определёнными речевыми приёмами, например:
- Обобщение. Показать, что только что приведённая (негативная) информация не просто случайная/исключительная, чем подтвердить общее мнение. Типовые выражения: "И так всегда", "С этим сталкиваешься на каждом шагу", "Это без конца повторяется".
- Приведение примера. Конверсный ход, показывает, что общее мнение не "надумано", а основано на определённых фактах (опыте). Типовые выражения: "Вот, например", "Например, на прошлой неделе", "Возьмите нашего соседа. Он..".
- Усиление. Формула, дающая лучший или более эффективный контроль над вниманием слушателя. Типовые выражения: "Это ужасно, что... позор, что,…"
- Очевидные уступки. Ход для отступления, демонстрирует реальную или воображаемую терпимость и сочувствие, является частью положительной самопрезентации. Типовые выражения: "Среди них попадаются и хорошие люди", "Не стоит обобщать, но...", "Французы тоже могут так поступать".
- Повтор. Ход, близкий к усилению: привлечение внимания, структурирование информации, подчеркивание оценок или тем.
- Контраст. Ход, несущий несколько когнитивных функций: риторическую: привлечение внимания (структурирование информации); семантическую - подчеркивание положительных и отрицательных оценок людей, их действий или свойств, обычно противопоставлением МЫ-группы и ОНИ-группы (пример: "Нам приходилось долгие годы пахать, а они получают пособие и ничего не делают", "Нам пришлось многие годы ждать новой квартиры, а они получают квартиру сразу же, как приедут") - и все ситуации с конфликтом интересов.
- Смягчение. Ход поддерживает стратегию самопрезентации, демонстрируя понимание и терпимость. С его помощью можно блокировать отрицательные выводы.
- Сдвиг. Ход типичен для положительной самопрезентации. Пример: "Мне-то, в общем, все равно, но другие соседи с нашей улицы возмущаются".
- Уклонение. Набор ходов, включенных в стратегию. С когнитивной точки зрения уклонение от разговора или от темы о других группах. Типовые выражения: "Не знаю", "Я с ними не общаюсь", "Мне все равно, что они делают", "У меня нет времени...".
- Пресуппозиция, импликация, предположение, косвенный речевой акт. Позволяет говорящему избежать формулирования частных суждений, а именно отрицательных замечаний и оценок, или перевести их в русло общих, общепризнанных мнений, за которые говорящий не несет ответственности. Типовые показатели - обычные маркеры пресуппозиции (например, местоимения, определенные артикли, придаточные с союзом «что» при некоторых глаголах, специальные частицы и наречия, такие, как «даже», «также» и т.п.), использование 2-го лица для абстрагирования ("все время с этим сталкиваешься"), расплывчатые выражения ("и тому подобные вещи"), незаконченные предложения и случаи из жизни и т.д[6].

## Сноски
1. ↑  Труфанова В.Я. Путь к общению. A Way to Social Interaction. — Москва: Русский язык, 2001. — 58 с.
2. ↑  М. Макаров. Основы теории дискурса. — Москва: Гнозис, 2003. — 192 с.
3. ↑  О.Я. Гойхман, Т.М. Надеина. Речевая коммуникация. — Москва: Инфра-М,, 2001. — 208 с.
4. ↑  Борисова И.Н. Категория цели и аспекты текстового анализа // Жанры речи: Сб. науч. статей. — Саратов: Изд-во ГосУНЦ «Колледж», 1999. — С. 81-97.
5. ↑  Типология речевых стратегий. lang.jofo.me. Дата обращения: 8 апреля 2021.
6. ↑  Ван Дейк Т.А. Когнитивные и речевые стратегии выражения этнических предубеждений. psyberlink.flogiston.ru. Дата обращения: 8 апреля 2021. Архивировано 1 июля 2020 года.